# Luis Balagué
Balagué  Carreño est un nom espagnol. Le premier nom de famille, en général paternel, est Balagué ; le second, en général maternel, souvent omis, est Carreño.
Luis Balagué Carreño (né le 29 mars 1944 à Oviedo et mort le 18 février 2021 à Mieres (Asturies)) est un coureur cycliste espagnol. Professionnel de 1969 à 1977, il a notamment remporté une étape du Tour d'Espagne,.

## Palmarès
- 1966
  - 2e du Tour de Cantabrie
- 1967
  - 2e du championnat d'Espagne sur route amateurs
- 1968
  - 2e du Tour des Asturies
- 1969
  - 2ea étape du Tour des vallées minières
- 1970
  - 3e du GP Cuprosan
- 1971
  - 3eb étape du Tour de La Rioja (contre-la-montre par équipes)
  - 10e du Tour d'Espagne
- 1972
  - 11e étape du Tour d'Espagne
- 1973
  - 3e du GP Pascuas
  - 8e du Tour d'Espagne
- 1974
  - 3eb étape du Tour des vallées minières
  - 3e du championnat d'Espagne de la montagne
- 1976
  - 1re étape du Tour des vallées minières
  - 2e du Tour des vallées minières

## Résultats sur les grands tours

### Tour de France
4 participations
- 1971 : 45e
- 1973 : 25e
- 1975 : 26e
- 1977 : 47e

### Tour d'Espagne
7 participations
- 1969 : 34e
- 1970 : 18e
- 1971 : 10e
- 1972 : 45e, vainqueur de la 11e étape
- 1973 : 8e
- 1974 : 30e
- 1976 : 36e

### Tour d'Italie
1 participation
- 1977 : 56e